# Szongáriai cselőpók
A szongáriai cselőpók (Lycosa singoriensis) az ízeltlábúak törzsébe, a pókszabásúak osztályába, a farkaspókfélék (Lycosidae) családjába tartozó, Magyarországon védett pókfaj. A nála kisebb pokoli cselőpók (Geolycosa vultuosa) rokona.

## Előfordulása
Elsődlegesen a szikes pusztákon, valamint az ezekkel szegélyes kötöttebb homoktalajokon él. Az Alföld homokos, szikes vidékein él függőleges lyukakban. Eredete a sztyeppékre – Dzsungária, egy Altaj környéki, félsivatagi klímájú terület – vezet; másik elnevezése, az „orosz tarantula” is erre utal.

## Megjelenése
Akár 4 cm-es testhosszával Magyarország legnagyobb termetű pókfaja. Lábait kiterjesztve akár a 10 cm-es  átmérőt is elérheti. Méltán nevezte Kolosváry Gábor 1931-ben a Természet című folyóiratban a „mi madárpókunknak”. Mérete miatt gyakran össze is tévesztik a madárpókokkal, noha kisebb, mint egy átlagos madárpók.
Színe általában barna, szürke, illetve ezek különféle árnyalatai, esetenként narancs-barna. Hatalmas csáprágójának színe világos- vagy sötétbarna, alsó és felső része fekete.

## Életmódja
Éjszaka és nappal is aktív, de inkább csak alkonyatkor merészkedik elő vadászni. Földbe fúrt, 30–40 cm mély, függőleges üregekben él, melynek falát hálójával erősíti meg. Rendszerint ebben az üregben figyel, és áldozatát hirtelen rohammal kapja el (a farkaspókfélékre jellemző módon nem szőnek fogóhálót, hanem gyors futással, ugrásokkal és lesből támadással ejtik el zsákmányukat).
Peterakás után előfordulhat, hogy a járat bejáratát lezárja utódainak védelme érdekében. Kicsinyeit első vedlésükig az utótestén hordozza.

## Marása
A szongárai cselőpók marása a lódarázs csípéséhez hasonlóan kellemetlen. A marást követően rövid időn belül émelygés és heves szívdobogás jelentkezhet. A mérgében, amely különböző fehérjék keveréke, a szívösszehúzódások erejét fokozó vegyület is található.

## Elnevezése
Nevének első részét Dzsungária régies elnevezéséről, Szongáriáról kapta, ahonnan származik.

## Képek

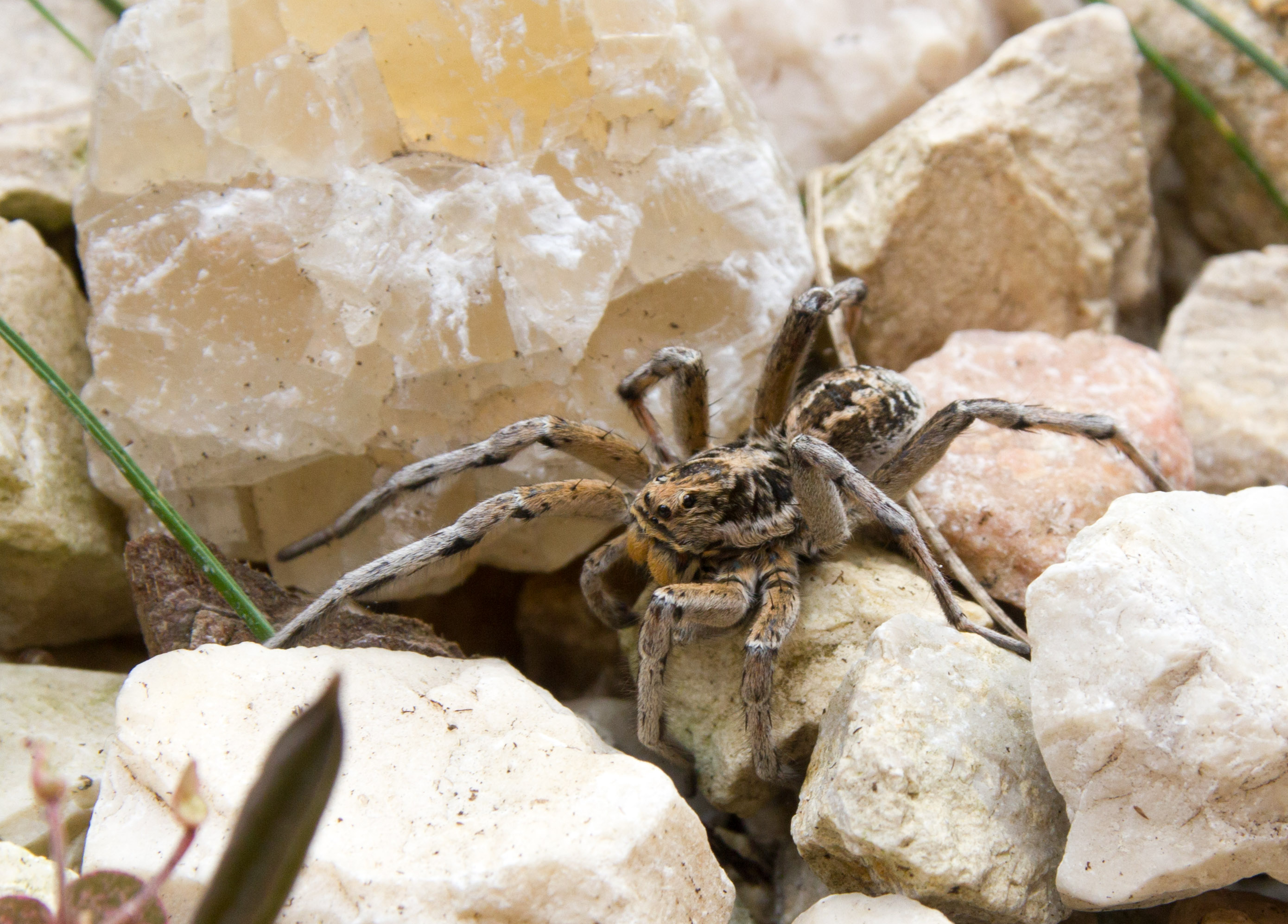
Cselőpók egy kertben Dunakeszin
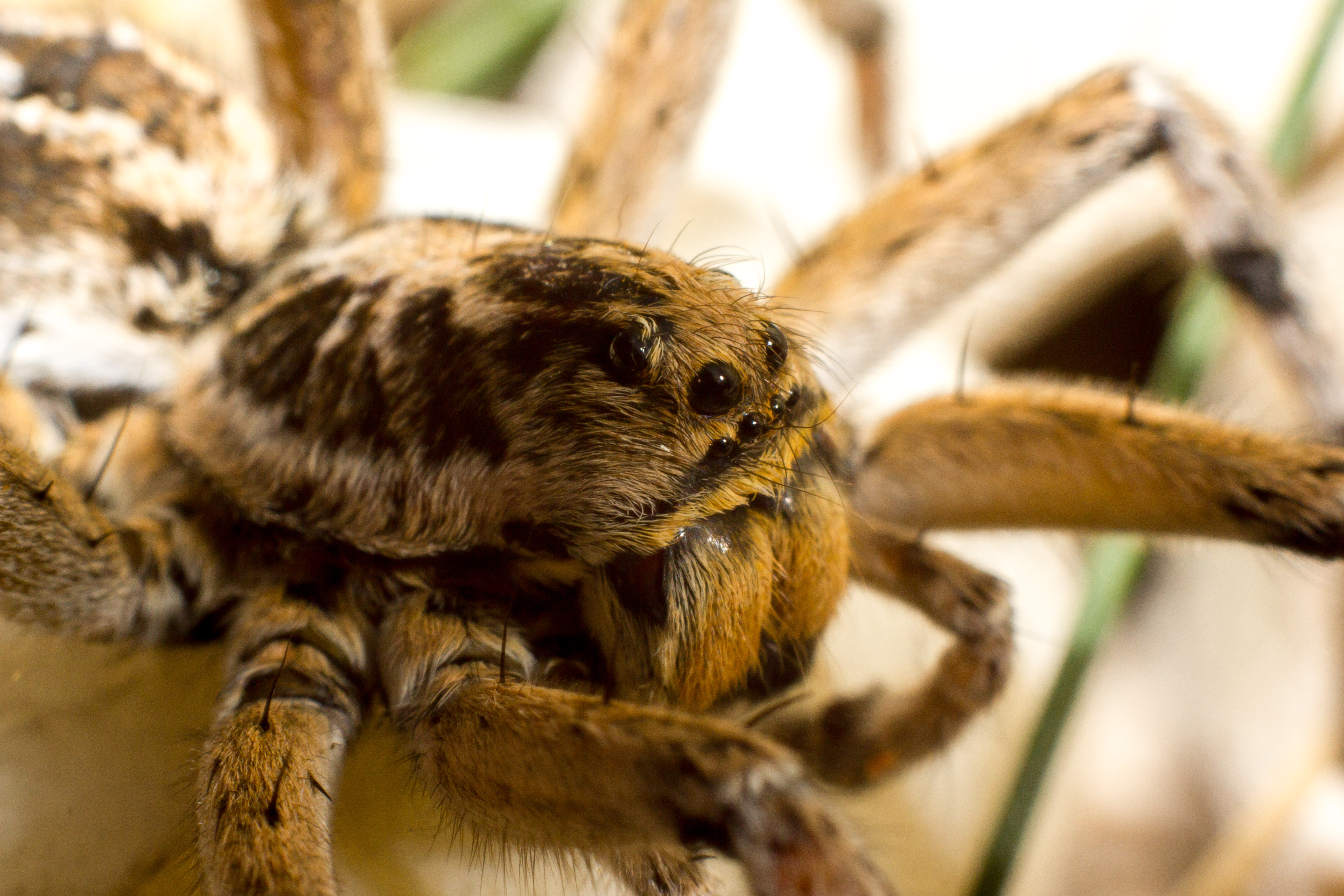
A cselőpók feje nagyításban
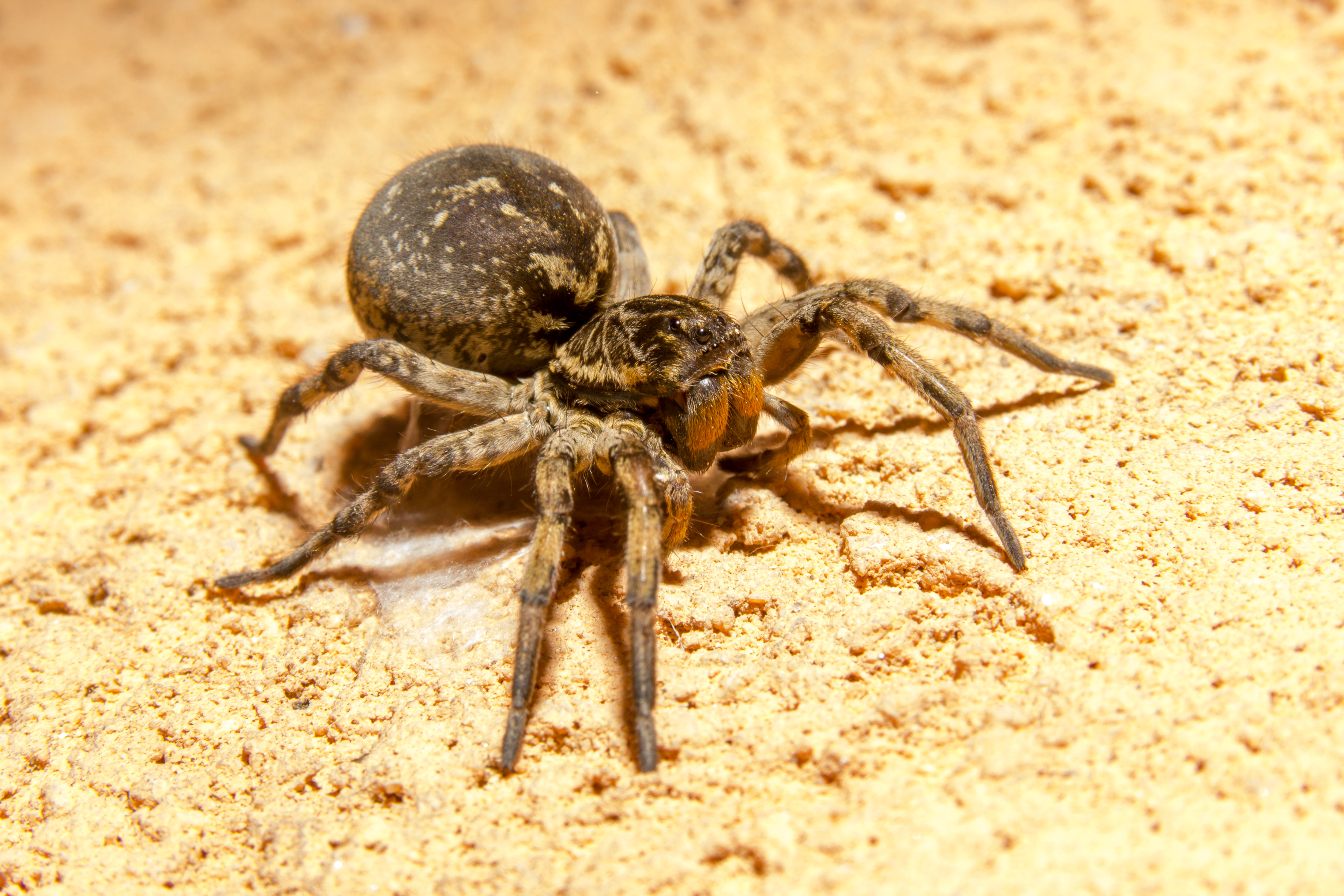
Cselőpók peterakás előtt. A peték lerakása után a potroh mérete drasztikusan lecsökkent